# Козаки. Футбол
«Козаки. Футбол» — український анімаційний телесеріал, знятий Мариною Медвідь на студії Baraban на основі персонажів серії короткометражних анімаційних фільмів. Прем'єра серіалу відбулась 30 травня 2016 року на телеканалі «1+1». Телесеріал розповідає про трьох запорозьких козаків, Ока, Грая і Тура, які вирушають у подорож країнами Європи.

## Сюжет
Запорозькі козаки Око, Грай і Тур мандрують країнами Європи, у кожній з яких знайомляться з місцевим колоритом, потрапляють у чудернацькі історії та грають у футбол.

## Персонажі
- Око — запорозький козак-коротун, через якого головні герої у більшості випадків потрапляють в якусь халепу[1].
- Грай — запорозький козак-характерник, завдяки якому герої знаходять вихід із будь-якої ситуації[1].
- Тур — запорозький козак-богатир, який долає усі силові перепони[1].

## Виробництво

Із серіалу «Козаки. Футбол». 2016

Ідея повернення «Козаків» з'явилась у продюсера Едуарда Ахрамовича у 2011 році. Він хотів зробити короткі епізоди-презентації країн-учасниць Чемпіонату Європи з футболу 2012 за участю персонажів, але не знайшов партнера, який би профінансував проект.
Восени 2015 року відеосервіс Megogo, студія анімації Baraban, створена на базі «Укранімафільму», і медіагрупа «1+1 медіа» запустили у виробництво анімаційний телесеріал «Козаки. Футбол».
Він складається з 26 епізодів по 2 хвилини кожний, які були зроблені за 7 місяців творчою командою приблизно з 50 людей Усі кадри (в одній секунді — 25 кадрів) намалював від руки художник оригінальної серії короткометражних анімаційних фільмів про козаків Едуард Кірич, які потім співробітники студії Baraban оцифрували й анімували, а також зробили контури і розфарбування. Кожен герой був промальований у чотирьох ракурсах — анфас, профіль, три чверті і зі спини. За інформацією Megogo, загальний бюджет проекту склав кілька сот тисяч доларів.
Директор з маркетингу Megogo Іван Шестаков заявив, що «Козаки. Футбол» є початком довгострокової стратегії компанії з виробництва власного контенту. За словами продюсера Едуарда Ахрамовича, у розробці знаходиться другий сезон серіалу — «Козаки навколо світу».

## Випуск
30 червня 2016 року в рамках Дня українського кіно у фан-зоні Євро-2016 у Харкові відбувся показ декількох серій анімаційного серіалу «Козаки. Футбол».
17 грудня 2016 року в кінотеатрі українського фільму «Ліра» відбувся спеціальний показ всіх 26 серій мультсеріалу. Також окремі серії окремі були продемонстровані в кінотеатрі «Жовтень» перед показами повнометражних дитячих і сімейних стрічок.

## Список епізодів
| № | #  | Назва                | Дата показу    |
| --- | -- | -------------------- | -------------- |
| 1 | 1  | «Козаки. Франція»    | 30 травня 2016 |
| Козаки відвідують футбольний матч між мушкетерами і католицькими священиками у Франції, де Тур закохується у черлідера. Дівчина, не встигши залишити поле після оголошення початку другого тайму, опиняється у центрі протистояння футболістів, але їй на порятунок приходить Тур із побратимами. |    |                      |                |
| 2 | 2  | «Козаки. Іспанія»    | 31 травня 2016 |
| Прогулюючись Мадридом, Око з побратимами рятує іспанську танцівницю від розлюченого бика. |    |                      |                |
| 3 | 3  | «Козаки. Швейцарія»  | 1 червня 2016  |
| Зголоднілі в Швейцарії козаки кладуть гроші (футбольні м'ячі) в банк під відсоток. Невдовзі, вони ласують місцевою їжею і стають мільйонерами. |    |                      |                |
| 4 | 4  | «Козаки. Швеція»     | 2 червня 2016  |
| Козаки грають у футбол із шведською збірною на стокгольмських дахах, що закінчується результативною нічиєю. |    |                      |                |
| 5 | 5  | «Козаки. Чехія»      | 3 червня 2016  |
| Щоб приєднатися до бенкету солдата Швейка, козаки долають перепону у вигляді скам'янілих футболістів. |    |                      |                |
| 6 | 6  | «Козаки. Англія»     | 6 червня 2016  |
| Око, Грай і Тур рятують життя королеві Єлизаветі II, за що та присвячує їх у лицарі. |    |                      |                |
| 7 | 7  | «Козаки. Німеччина»  | 7 червня 2016  |
| У Мюнхені запорожці ненароком закидують м'яч до пивоварні, через що її робота зупиняється. Врешті-решт, Око дістає м'яч, і завод поновлює виробництво. |    |                      |                |
| 8 | 8  | «Козаки. Бельгія»    | 8 червня 2016  |
| Козаки гасять пожежу на стадіоні в Бельгії. |    |                      |                |
| 9 | 9  | «Козаки. Італія»     | 9 червня 2016  |
| Око, Грай і Тур рятують римського гладіатора від тигра. |    |                      |                |
| 10 | 10 | «Козаки. Румунія»    | 10 червня 2016 |
| Козаки долають Дракулу часником і звільняють його полонених. |    |                      |                |
| 11 | 11 | «Козаки. Ірландія»   | 13 червня 2016 |
| Запорожці допомагають збіднілому лепрекону-шевцю. |    |                      |                |
| 12 | 12 | «Козаки. Уельс»      | 14 червня 2016 |
| Головні герої приручають дракона в Уельсі. |    |                      |                |
| 13 | 13 | «Козаки. Португалія» | 15 червня 2016 |
| Козаки допомагають зробити вино в Португалії. |    |                      |                |
| 14 | 14 | «Козаки. Греція»     | 16 червня 2016 |
| Грай, Тур і Око зустрічають олімпійських богів. |    |                      |                |
| 15 | 15 | «Козаки. Польща»     | 17 червня 2016 |
| Запорожці допомагають зробити наукове відкриття в Польщі. |    |                      |                |
| 16 | 16 | «Козаки. Данія»      | 21 червня 2016 |
| Козаки грають у футбол з русалками на набережній Копенгагену. |    |                      |                |
| 17 | 17 | «Козаки. Ісландія»   | 22 червня 2016 |
| Герої потрапляють у небезпеку через виверження вулкана Ейяф'ятлайокютль. |    |                      |                |
| 18 | 18 | «Козаки. Угорщина»   | 23 червня 2016 |
| Козаки відвідують музей кубика Рубіка. |    |                      |                |
| 19 | 19 | «Козаки. Туреччина»  | 24 червня 2016 |
| Головні герої викликають джина в Туреччині. |    |                      |                |
| 20 | 20 | «Козаки. Ізраїль»    | 29 червня 2016 |
| Око, Грай і Тур знаходять спосіб пограти у футбол з євреями під час шабату. |    |                      |                |
| 21 | 21 | «Козаки. Норвегія»   | 30 червня 2016 |
| Козаки зустрічають вікінгів у Норвегії. |    |                      |                |
| 22 | 22 | «Козаки. Шотландія»  | 1 липня 2016   |
| Запорожці пробуджують чудовисько озера Лох-Несс. |    |                      |                |
| 23 | 23 | «Козаки. Хорватія»   | 4 липня 2016   |
| Козаки вирішують суперечку за допомогою пляжного футболу. |    |                      |                |
| 24 | 24 | «Козаки. Австрія»    | 5 липня 2016   |
| У Відні Око, Грай і Тур грають у футбол з австрійськими співаками. |    |                      |                |
| 25 | 25 | «Козаки. Нідерланди» | 6 липня 2016   |
| Головні герої грають у футбол з голландськими ботаніками. |    |                      |                |
| 26 | 26 | «Козаки. Фінляндія»  | 7 липня 2016   |
| Козаки допомагають Йоулупуккі розіслати дітям різдвяні подарунки (футбольні м'ячі). |    |                      |                |